# Agrippina den yngre
Agrippina den yngre, även Agrippina Minor (latin: Iulia Agrippina), född 6 november 15 e.Kr. i Oppidum Ubiorum (nuvarande Köln), död mellan 19 och 23 mars 59 i Kampanien, var dotter till Germanicus och Agrippina den äldre, samt kejsar Claudius fjärde gemål.

## Biografi
Agrippina föddes i den stad som fick namnet efter henne, Colonia Agrippina (Köln). Hon var först gift med Gnaeus Domitius Ahenobarbus, som hon hade sonen Nero med, och senare gift med Passienus Crispus, som hon lär ha bragt om livet för att få ett stort arv.
Liksom sina systrar stod hon i brottsligt förhållande till sin bror Caligula. Hon lyckades genom fula knep förmå sin farbror, kejsar Claudius, att ta henne till gemål (49) och utnämna hennes son Nero till sin efterträdare. Hon lät förgifta Claudius (54), och Nero blev därefter kejsare och Agrippina hoppades få styra riket, men blev i stället osams med honom. Då hon slutligen hotade att låta uppsätta Claudius son Britannicus på tronen ledde det till Britannicus död, år 55. Fyra år senare blev Agrippina själv på Neros befallning mördad.

## Eftermäle
Asteroiden 645 Agrippina är uppkallad efter henne.